# Ploubazlanec
Ploubazlanec é uma comuna francesa na região administrativa da Bretanha, no departamento Côtes-d'Armor. Estende-se por uma área de 15,02 km². Em 2010 a comuna tinha 3 154 habitantes (densidade: 210 hab./km²).
Nesta comuna costeira desagua o rio Trieux.